# Borman (cràter)
Borman és un cràter d'impacte que es localitza a l'hemisferi sud de la cara oculta de la Lluna. Es troba a la secció sud-est de l'anell interior muntanyós, dins de l'altiplà del cràter Apollo.
La vora de Borman roman esmolada, encara que un petit cràter se situa a través del seu costat nord-occidental. L'interior és rugós però relativament pla. Husband és un cràter més gran i molt més desgastat que està unit a la vora meridional de Borman. Presenta un pic central amb una alçada de 1330 m

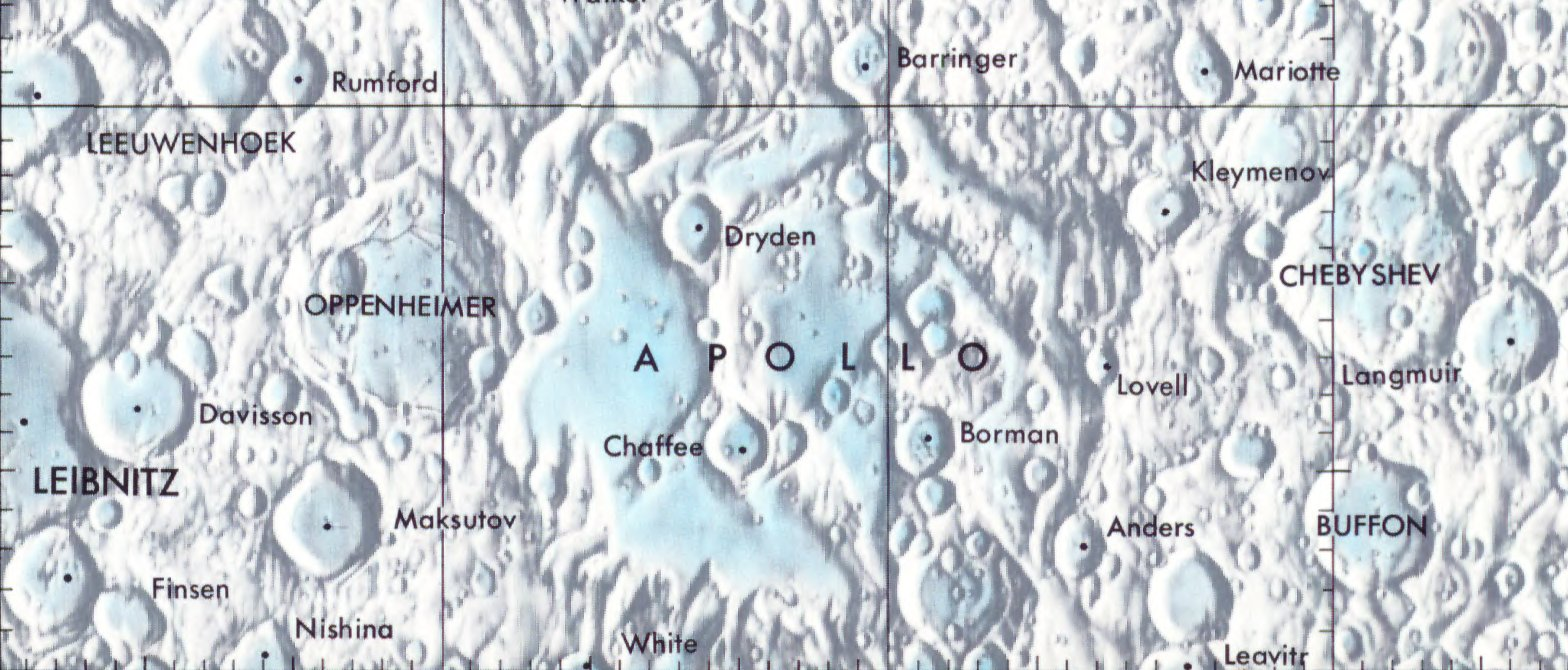
Localització de Borman (centre dreta de la imatge)
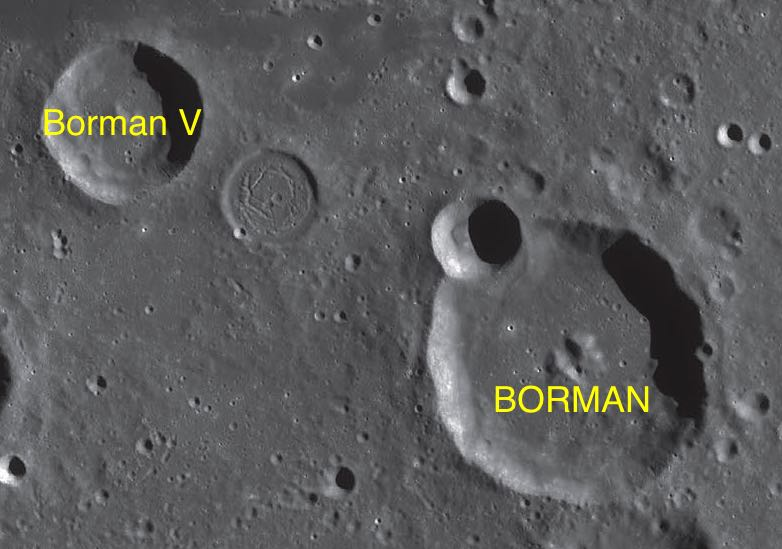
Cràters satèl·lit
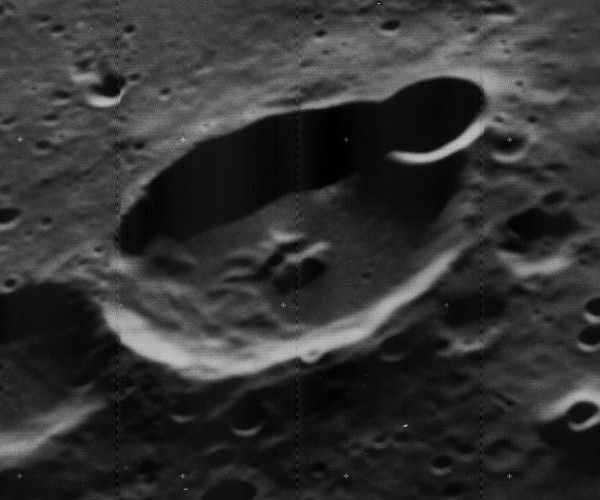
Imatge oblíqua del Lunar Orbiter 5

Aquest cràter porta el nom de Frank Borman, astronauta estatunidenc i comandant de la missió Apollo 8 en 1968, qui va ser la primera missió tripulada a la Lluna, de manera que Borman va ser un dels tres primers éssers humans que va veure aquest cràter a la cara oculta de la Lluna. Dos cràters propers porten el nom dels altres dos membres de la tripulació, William Anders (Anders) i Jim Lovell (Lovell).

## Cràters satèl·lit
Per convenció aquests elements són identificats en els mapes lunars posant la lletra en el costat del punt central del cràter que està més proper a Borman.
| Borman | Coordenades                            | Diàmetre             |
| ------ | -------------------------------------- | -------------------- |
| A      | Reanomenat McNair                      | Reanomenat McNair    |
| L      | Reanomenat Husband                     | Reanomenat Husband   |
| V      | 37° 24′ S, 150° 36′ O / 37.4°S,150.6°O | 28 km                |
| X      | Reanomenat Resnik                      | Reanomenat Resnik    |
| Y      | Reanomenat McAuliffe                   | Reanomenat McAuliffe |
| z      | Reanomenat Jarvis                      | Reanomenat Jarvis    |